# Немодлинское княжество
Немодлинское княжество или герцогство Фалькенберг (пол. Księstwo niemodlińskie, чеш. Falkenberské knížectví, нем. Herzogtum Falkenberg) — одно из Силезских княжеств со столицей в городе Немодлин (Фалькеберг).

## История
Самостоятельное Немодлинское княжество возникло в 1313 году в результате раздела владений князя опольского Болеслава I между его сыновьями. Старший сын Болеслав Первородный забрал себе Немодлин и Велюнскую землю, а младшим братьям Болеславу II и Альберту досталось Ополе. Болеслав Первородный также опекуном своих младших братьев до 1323 года, когда они были признаны совершеннолетними.
18 февраля 1327 года князь Болеслав Немодлинский вместе с братьями принес в Опаве оммаж королю Чехии Иоганну Люксембургскому. В 1336 году король Иоганн Люксембургский в награду за верную службу позволил Болеславу Немодлинскому выкупить у него его за 2 000 гривен Прудницкое княжество.
После смерти Болеслава Немодлинского в 1362/1365 году его владения унаследовали три его сына: Болеслав II, Вацлав и Генрих. После смерти Болеслава II в 1367/1368 году немодлинским княжеством продолжали управлять его младшие братья, князья Вацлав и Генрих. С 1369 года после смерти бездетного Вацлава княжеством стал единолично управлять его младший брат Генрих.
Около 1370 года Генрих I Немодлинский заключил соглашение о наследовании с его ближайшими родственниками, князьями Опольскими Болеславом III и Владиславом Опольчиком (оно было утверждено императором Карлом IV Люксембургским в феврале и марте 1372 года), на основании которого после смерти бездетного Генриха I его владения должны были перейти к князьям Опольским. Несмотря на это, после смерти Генриха I в 1382 году чешский король Вацлав IV Люксембургский забрал княжество себе на правах сюзерена и решил передать его за плату своему приближенному Пшемыславу I Носаку, князю Цешинскому. Однако из-за сопротивления князей Опольских в 1383 году он вынужден был изменить своё решение. Владения Генриха I были разделены между Владиславом Опольчиком (Глогувек и Прудницкое княжество) и сыновьями Болеслава III (Немодлинское княжество).
С 1383 года Немодлин и Стшельце-Опольске находились в совместном владении сыновей князя Болеслава III Опольского, братьев  Болеслава IV Опольского, Генриха II Немодлинского и Бернарда Немодлинского. В 1400 году братья разделили свои владения, и единоличным правителем Немодлинского княжества стал младший из братьев Бернард. С 1401 года Бернард владел городом Олесно, в 1420—1424 годах — городами Прудник и Глогувек, в 1434—1450 годах — Ключборком.

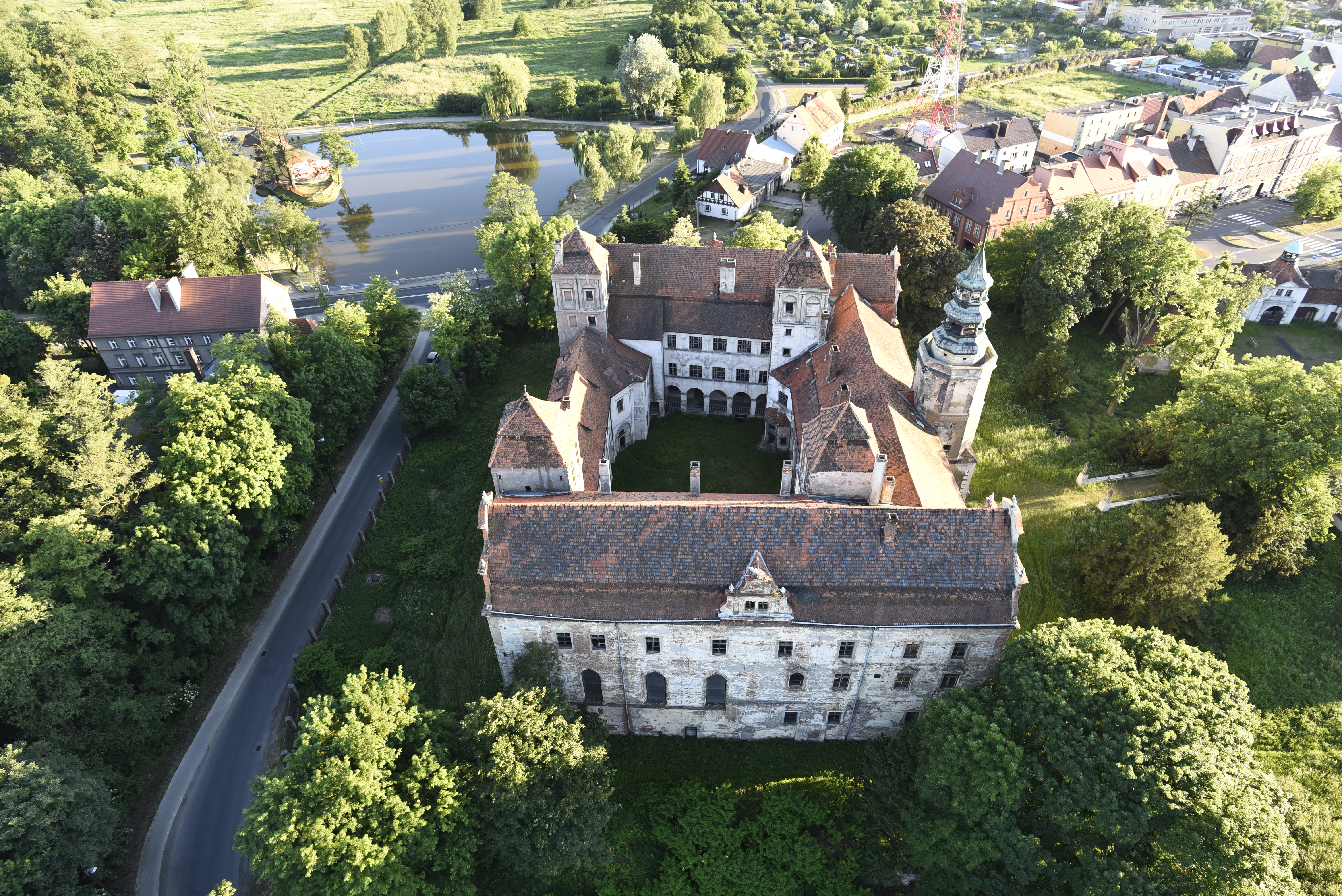
Княжеский замок в Немодлине

Бездетный, как большинство немодлинских князей, Бернард Немодлинский в 1450 году передал Немодлинское княжество своему племяннику Болеславу V Гусита, который умер через 10 лет, также не оставив наследников. Княжество перешло к младшему брату Болеслава V, князю Николаю I Опольскому, которому в 1476 году наследовали сыновья Людвик Опольский, Ян II Добрый и Николай II Немодлинский. 
Людвик умер в том же году, а два оставшихся брата разделили между собой отцовские владения. Ян Добрый получил Ополе, Стшельце-Опольске и Бжег, а Николай II — Немодлин. Это разделение, однако, было лишь формальным, потому что оба брата по-прежнему продолжали совместно управлять отцовскими владениями.
В 1497 году последний самостоятельный немодлинский князь Николай II был обезглавлен в городе Ныса по приказу генерального наместника Силезии, князя Казимира II Цешинского. Князь Ян II Добрый унаследовал Немодлинское княжество, а в 1521 году включил его вместе со всеми своими владениями в состав единого Опольско-ратиборского княжества.
Князь Ян II Добрый умер в 1532 году, не оставив наследников, и Опольско-ратиборское княжество стало частью земель чешской короны. В том же году король Чехии Фердинанд I Габсбург передал княжество Георгу, маркграфу Бранденбург-Ансбах. После смерти Георга в 1551 году княжество вернулось к королям Чехии, которые впоследствии неоднократно передавали его во временное владение: в разные годы им владели трансильванские князья Запольяи и Батори, с 1645 по 1666 год оно находилось под властью польского королевского дома Васа. В 1742 году Немодлин вместе с почти всей Силезией был аннексирован и включен в состав Пруссии.

## Князья Немодлина
| #                                                                           | Портрет                                                                     | Имя (годы жизни)                                                            | Родители                                                                    | Годы правления      | Примечания |
| --------------------------------------------------------------------------- | --------------------------------------------------------------------------- | --------------------------------------------------------------------------- | --------------------------------------------------------------------------- | ------------------- | --- |
| 1                                                                           |                                                                             | Болеслав Немодлинский (ок.1293 — 1362/1365)                                 | Болеслав I Опольский Агнесса                                                | 1313―1362/1365      | князь Прудницкий (с 1336/1337 по 1361 год) |
| 2                                                                           |                                                                             | Болеслав II Немодлинский (1326/1335 — 1367/1368)                            | Болеслав Немодлинский Евфимия Вроцлавская                                   | 1362/1365―1367/1368 | князь Прудницкий (с 1365 по 1367/1368 год) |
| 3                                                                           |                                                                             | Вацлав Немодлинский (ок.1345 — июнь 1369)                                   | Болеслав Немодлинский Евфимия Вроцлавская                                   | 1362/1365―1369      | князь Прудницкий (с 1365 по 1369 год) |
| 4                                                                           |                                                                             | Генрих I Немодлинский (ок.1345 — 14 сентября 1382)                          | Болеслав Немодлинский Евфимия Вроцлавская                                   | 1362/1365―1382      | князь Прудницкий (с 1365 по 1382 год) |
| В составе земель Чешской короны                                             | В составе земель Чешской короны                                             | В составе земель Чешской короны                                             | В составе земель Чешской короны                                             | 1382―1383           | |
| 5                                                                           |                                                                             | Болеслав IV Опольский (1363/1367 — 6 мая 1437)                              | Болеслав III Опольский Анна                                                 | 1382―1400           | князь Стшелецкий (с 1382 по 1400 год), князь Опольский (с 1396 по 1437 год) |
| 6                                                                           |                                                                             | Генрих II Немодлинский (ок.1374 — 22 декабря 1394)                          | Болеслав III Опольский Анна                                                 | 1382―1394           | князь Стшелецкий (с 1382 по 1394 год) |
| 7                                                                           |                                                                             | Бернард Немодлинский (1374/1378 — 2/4 апреля 1455)                          | Болеслав III Опольский Анна                                                 | 1382―1450           | князь Стшелецкий (с 1382 по 1450 год), князь Опольский (с 1396 по 1400 год) |
| 8                                                                           |                                                                             | Болеслав V Гусита (ок.1400 — 29 мая 1460)                                   | Болеслав IV Опольский Маргарита Горицкая                                    | 1450―1460           | князь Глогувецко-Прудницкий (с 1424 по 1460 год), князь Стшелецкий (с 1450 по 1460 год) |
| 9                                                                           |                                                                             | Николай I Опольский (1422/1424 — 3 июля 1476)                               | Болеслав IV Опольский Маргарита Горицкая                                    | 1460―1476           | князь Опольский (с 1437 по 1476 год), князь Бжегский (с 1450 по 1476 год), князь Стшелецкий (с 1460 по 1476 год) |
| 10                                                                          |                                                                             | Людвик Опольский (ок.1450 — ок. 4 сентября 1476)                            | Николай I Опольский Магдалена Бжегская                                      | 1476                | князь Опольский (1476 год), князь Бжегский (1476 год), князь Стшелецкий (1476 год) |
| 11                                                                          |                                                                             | Ян II Добрый (ок.1460 — 27 марта 1532)                                      | Николай I Опольский Магдалена Бжегская                                      | 1476, 1497—1521     | князь Бжегский (с 1476 по 1481 год), князь Стшелецкий (с 1476 по 1521 год), князь Опольский (с 1497 по 1521 год), князь Бытомский (с 1498 по 1521 год), князь Козленский (с 1509 по 1521 год), князь Опольско-ратиборский (с 1521 по 1532 год) |
| 12                                                                          |                                                                             | Николай II Немодлинский (1460/1465 — 27 июня 1497)                          | Николай I Опольский Магдалена Бжегская                                      | 1476—1497           | князь Бжегский (1476 год), князь Стшелецкий (1476 год), князь Опольский (1476 год) |
| Объединено с Ратиборским княжеством в единое Опольско-ратиборское княжество | Объединено с Ратиборским княжеством в единое Опольско-ратиборское княжество | Объединено с Ратиборским княжеством в единое Опольско-ратиборское княжество | Объединено с Ратиборским княжеством в единое Опольско-ратиборское княжество | 1521―1532           | |